# Catena Arena
Die Catena Arena (ursprünglich Ängelholms Ishall) ist eine Eissporthalle im schwedischen Ort Ängelholm, Skåne län. Die Halle ist Austragungsort der Heimspiele des Eishockeyclubs Rögle BK aus der höchsten schwedischen Spielklasse, der Svenska Hockeyligan. Der Namenssponsor der Arena ist seit 2019 die schwedische Immobiliengesellschaft Catena AB.

## Geschichte
Der Rögle BK spielte bis 1981 in der Vegeholms Ishall, bis sie durch einen Brand zerstört wurde. Ab 1983 trat man zu den Spielen in der Ängelholms Ishall an. Zur Saison 2008/09 bezog man die Lindab Arena mit damals 5150 Plätzen, die auf dem Baugrund der Ängelholms Ishall entstand. Das Eröffnungsspiel fand am 20. September 2008 zwischen dem Rögle BK und dem Färjestad BK (4:1) statt. Bis zur endgültigen Fertigstellung dauerte es noch bis zum Januar 2009. Ursprünglich war vorgesehen, dass Rögle seine ersten drei Heimspiele in Halmstad austragen solle, was aufgrund des schnellen Baufortschritts jedoch umgangen werden konnte.
In der Nacht zum 28. September 2009, acht Tage nach der Eröffnung, verwüsteten Unbekannte große Teile des Innenraumes der Lindab Arena. Der Schaden wurde anschließend auf etwa 300.000 SEK geschätzt.
Mit dem Aufstieg des Rögle BK in die Svenska Hockeyligan 2015/16 musste die Halle den Anforderungen der Liga angepasst werden. Die Eisfläche wurde um 60 cm abgesenkt, um Platz für 1.000 weitere Sitzplätze zu schaffen. Nach dieser Umbaumaßnahme bot die Halle 5051 Plätze, die sich in 3935 Sitz- und 1116 Stehplätze aufteilen. Seit Mai 2019 ist Catena AB neuer Namenssponsor der Halle.
Das Gelände der Catena Arena wird gegenwärtig umgebaut und erweitert. 2020 begann der Bau einer zweiten Trainingshalle, die im August 2021 den Betrieb aufnahm. Zudem wird am Ausbau von momentan rund 5000 auf 6550 Plätze der Catena Arena gearbeitet. Die Umbaumaßnahmen sollen bis Februar 2022 anhalten. Des Weiteren sind in mehreren Phasen Neubauten mit Ruhebereich, Café sowie Büros, Tagungsräumen und Fitnessstudio geplant. Darüber hinaus stehen eine Sporthalle und ein Fußballstadion auf der Liste. Die Kosten werden auf 250 Mio. SEK (rund 24,3 Mio. Euro) geschätzt.